# Ishockey

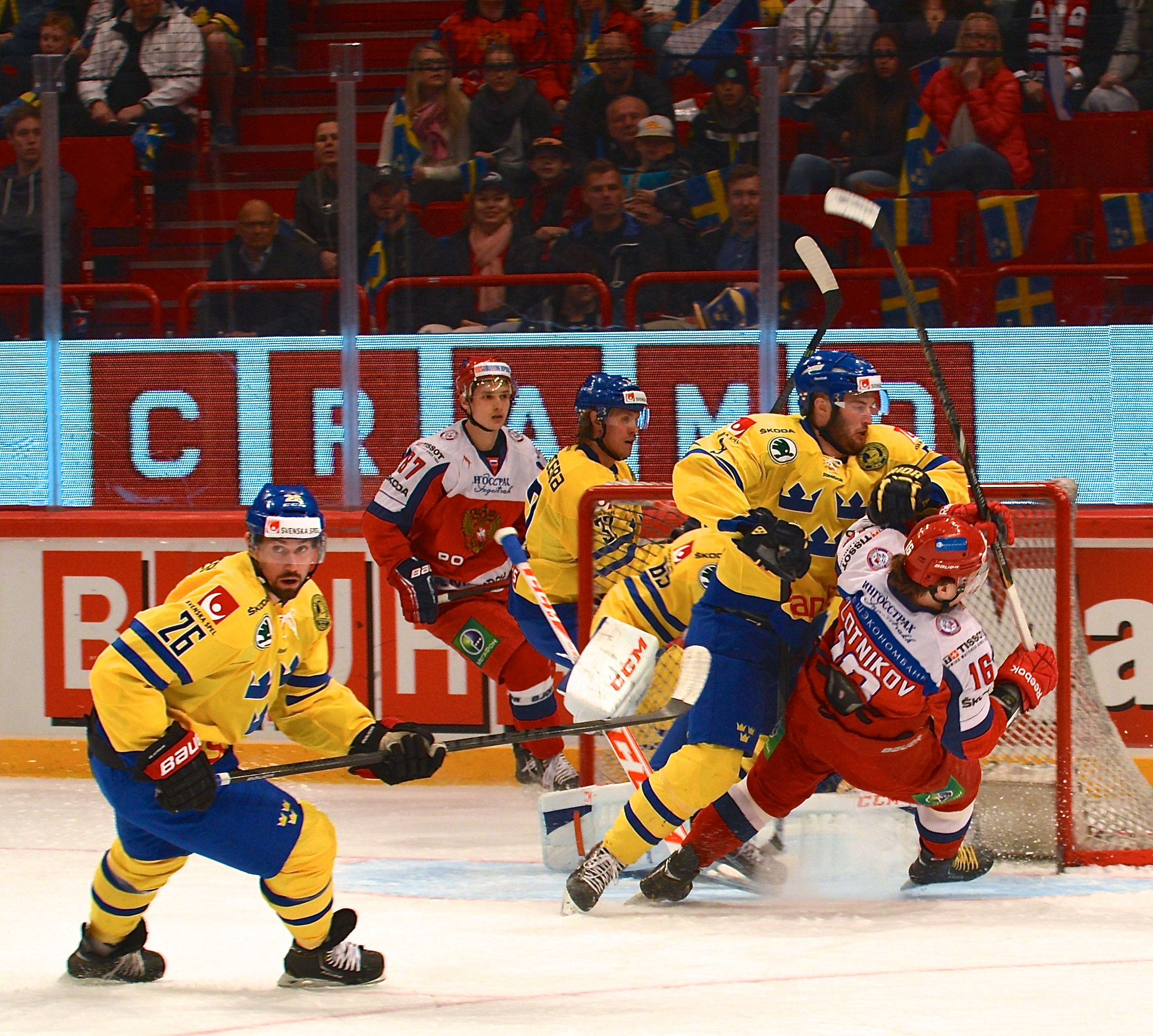
Svenska herrlandslaget (Tre Kronor) i matchen mot Ryssland i Oddset Hockey Games 2014, Globen, Stockholm.

Ishockey, ibland bara kallad hockey, är en lagsport som spelas på is. I många länder är det i huvudsak eller uteslutande fråga om inomhusspel på isrink – medan det i Indien, Kirgizistan, Mongoliet, Nordkorea och Nordmakedonien övervägande används utomhusbanor. (I Pakistan, som inte är medlem av IIHF, spelades i december 2018 den första matchen, vilket skedde utomhus.) Under användning av skridskor och klubba av trä, lätt kompositmaterial, glasfiber eller aluminium skall en puck (vulkaniserad gummitrissa) placeras i motståndarnas målbur. Ishockey kallas ofta bara hockey, vilket dock ibland kan förväxlas med den andra hockeysporten som i Sverige är benämnd landhockey. Ishockey tillhör också kategorin bollsport, och likt många andra lagsporter går spelet ut på att göra flest mål. I regel spelas varje professionell ishockeymatch i 60 effektiva spelminuter, uppdelat i tre perioder.
Den moderna ishockeyn anses ha uppkommit i slutet på 1800-talet, och har sedermera fått en roll i norra och centrala Eurasien samt i norra Nordamerika (där vissa länder har ishockey som nationalsport) med bland annat årliga internationella mästerskap och har alltid ingått i Vinter-OS. Den nordamerikanska klubblagsligan NHL rankas som världens högsta, dit många länders främsta ishockeyspelare värvas. Sveriges högsta är SHL (tidigare benämnd Elitserien), vilken år 2016 rankades som trea i världen.

## Historia

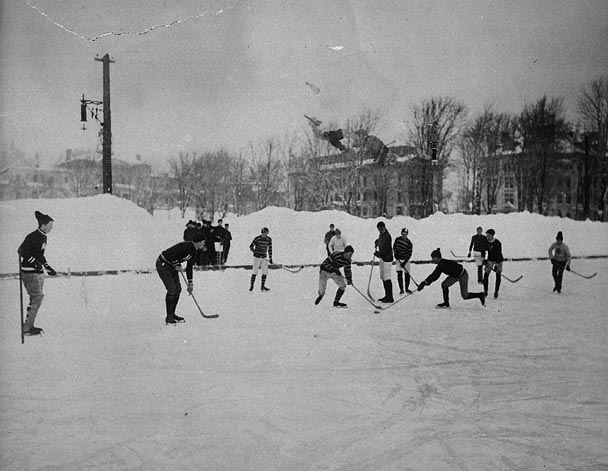
Ishockey vid McGill University i Montréal 1901.

Ursprunget till sporten är omtvistat men ishockeyn är troligen influerad av flera sporter och aktiviteter anpassade till vinterklimat. Det finns tecken som tyder på att det förekom en sport liknande ishockey i Nederländerna under 1500-talet. Det sägs även att franska fåraherdar vände sina herdestavar och spelade med improviserad boll. Dock anses den moderna formen av ishockey härstamma från slutet på 1800-talet då engelska soldater i Kanada med influenser från urinvånarnas sporter anpassade landhockeyn till vinterklimatet där, och den första lokala matchen spelades 1875 då också ishockey för första gången utövades inomhus.
Till Europa kom ishockeyn i början på 1900-talet då ishockey och bandy ibland sågs som två varianter av samma sport. 1908 bildades ett internationellt ishockeyförbund, som från början också hanterade bandy. Ishockey fick olympisk status 1920, vilket gjorde att den i större delen av Europa snart konkurrerade ut bandyn.

### Sverige
Ishockeyn gjorde (internationell) debut i Sverige genom OS i Antwerpen 1920, där ishockey ingick som debuterande gren. I Sverige hade det sedan 1890-talet spelats något som kallades "hockey" men som i själva verket var bandy (det ryska ordet för bandy är хоккей с мячом, "chockej s mjatjom", ordagrant "bollhockey"). 1955 passerades just bandyn som svensk publiksport av ishockeyn.
Sedan 1970-talet räknas ishockey som en av Sveriges nationalsporter. Fotboll är ännu störst bland nationalsporter; 2008 kom ishockey för herrar på fjärde plats, medan ishockey för damer kom på tionde plats.

## Ishockeyns regelböcker
Reglerna finns dokumenterade i: 
- Svenska Ishockeyförbundets Spelregler för ishockey 2023-2024[15], används inom Sverige.
- Internationella Ishockeyförbundets IIHF Official rulebook 2023/24[16], används vid landskamper.

NHL har en egen regelbok, som skiljer sig något från de ovan nämnda.

## Spelfält

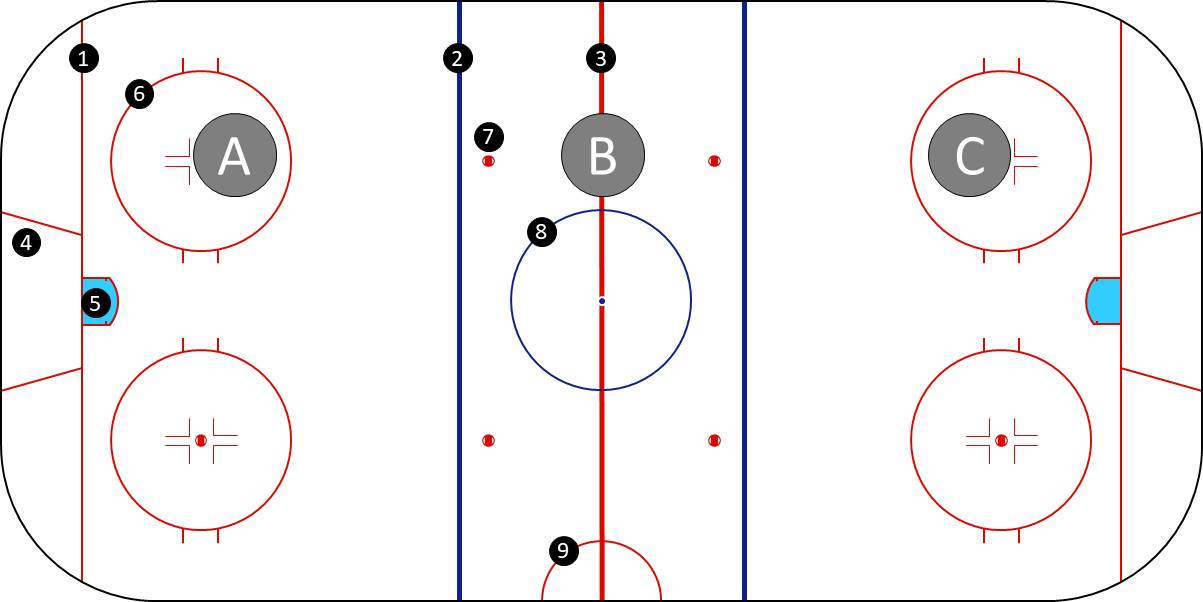
Spelfält: A – Försvarszon lag A (Anfallszon lag B), B – neutral zon, C – Anfallszon lag A (Försvarszon lag B). 1 – Icinglinje/Mållinje, 2 – Blålinje, 3 – Mittlinje, 4 – Restriktionsområde, 5 – Målområde, 6 – Tekningscirkel, 7 – Tekningspunkt, 8 – Mittcirkel, 9 – Domarområde.

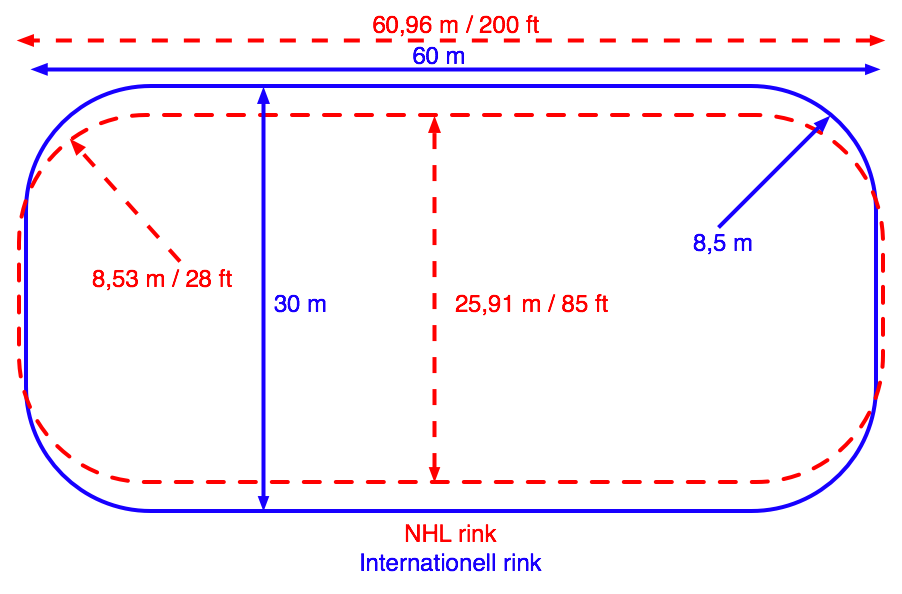
Rött markerar det mindre spelfältet i Nordamerika (NHL och AHL).

Spelfältet inom IIHF är 60 meter långt och 30 meter brett (rinkarna i NHL är istället närmare 61 meter långa och 26 meter breda). Hörnen är avrundade i en radie av 8,5 meter. Runt spelfältet går en sarg som är mellan 110 och 125 cm hög. Sargen längs båda kortsidorna (även kallat kortsarg, eller "rundel") är befäst med plexiglas ovanpå. Ovanför plexiglasrutorna finns skyddsnät som, liksom glaset, är till för att minimera risken för åskådarna vid kortsidorna att bli träffade av puckar från planen.
I längden delas spelfältet med fem parallella linjer i olika avsnitt. Med två blå linjer tvärs över fältet delas det i tre avsnitt (zoner), sedan 2014 är de två ytterzonerna störst (tidigare var samtliga tre av samma storlek). Tvärs över spelfältets mitt finns en röd linje och mitt på den är spelfältets centrum, mittpunkten. Runt mittpunkten finns mittcirkeln, som har en radie på 4,5 meter.
Målen har var sin röd mållinje som är belägen 4 meter från spelfältets kortsidor. Mållinjen förlängs på bägge sidor om målet ut till sargen i vad som kallas Icinglinjen eller den "förlängda mållinjen". Till skillnad från flera andra lagsporter används spelfältet bakom målen som en del av spelplanen. Arean precis bakom målet i form av ett likbent parallelltrapets kallas för "restriktionsområde". Inom detta område får målvakten hantera pucken och spela den vidare. Skulle målvakten ta kontroll över en puck bakom icinglinjen men utanför restriktionsområdet renderar det i en utvisning på 2 minuter.
I närheten av varje mål finns två cirklar som, liksom mittcirkeln, är 9 meter i diameter och används för tekningar efter spelstopp.
Målburarna är 122 centimeter höga och 183 centimeter breda (insidan av ramen). Framför varje målbur och mållinje finns ett markerat målområde i blå färg – en area som består av en kombination av en rektangel och en del av en cirkel – med en bredd av 253 cm (inklusive linjernas bredd).
Framför sekretariatet finns domarområdet, en halvcirkel med 6 meters diameter. En spelare får inte vistas där medan domarna för en diskussion eller ska rapportera något, det renderar i så fall i 2 minuters utvisning.

## Klimat i ishallar och arenor
Se även: Ishall och Arena
För att isen skall vara hållbar, och dessutom som bäst anpassa glidet till både puck och skridskor, bör temperaturen i ishallar och arenor vara konstant mellan +8 och +10 °C (aldrig varmare än så, men enstaka grader lägre brukar gå) vilket regleras med hjälp av både kylanläggning och överskottsvärme. Det blir även allt vanligare numera att avfuktning installeras i ishallar/arenor, vilket ger en torr och hälsosam luft fri från exempelvis kondens och mögel.

## Matchtid
En ishockeymatch spelas normalt i 60 minuter uppdelat på tre perioder om 20 minuter. I ishockey tillämpas effektiv matchtid, vilket innebär att matchklockan stoppas vid varje spelstopp, så tiden mellan matchens början och slut är betydligt längre – till skillnad mot exempelvis fotboll eller bandy där 90 (två gånger 45) minuter spelas utan att klockan stannar för spelstopp.
Matchklockan har i diverse nationer och turneringar räknat antingen upp eller ned; i Nordamerika har tiden alltid räknats ned (20:00–0:00), medan det för exempelvis svensk del har varit klassiskt med uppåt (0:00–20:00) – men inför säsongen 2016/2017 kom en nedräknande matchklocka att återinföras i SHL (för första gången sedan 2003).

### Periodpauser och reklamavbrott
Mellan varje period hålls en 18 minuter lång paus – främst för att isen skall spolas, med en ismaskin. Vardera lag, både spelare och ledare, får under tiden vara i sitt omklädningsrum och vila – samt har tillfälle att föra taktikprat. Även domarna har ett eget vilrum. Efter pauserna skall sidbyte ske. I första och tredje perioden (och en eventuell kort förlängning) har lagen den planhalva med försvarszonen närmast de egna spelarbåsen. Vid korta förlängningar (5/10 minuter) görs ingen spolning av isen mellan tredje perioden och övertidsspelet, och därmed ingen paus.
I landskampsturneringar och vissa ligor sker tre korta (vanligen omkring en minut, i NHL två minuter) reklamavbrott per period (vid första avblåsning efter 6, 10 och 14 spelade minuter) – så kallade powerbreak eller commercial break – i avtal med de kommersiella TV-kanalerna. I Elitserien/SHL infördes reklamavbrott säsongen 2010/2011 och i Hockeyallsvenskan från 2011/2012, dock endast ett avbrott per period (vid första avblåsning efter 10 spelade minuter/period). Reklamavbrott får dock inte ske vid avblåsning för mål eller icing. Under sådant avbrott passar funktionärer på att skyffla bort snö från isen, medan spelarna får fördelen att vila sig litet och lagen kan dessutom utnyttja avbrottet som en extra time out.

### Time out
I varje match har de två lagen varsin 30 sekunder långa time out att utnyttja vid behov, när som helst under matchen i ett spelstopp (sedan 2019 dock ej tillåtet på svensk elitnivå för ett lag som slagit icing), för att kunna samla truppen om lagets spel inte alls fungerar planenligt – annars vanligast för ett lag i målmässigt underläge vid slutet av matchen som går igenom hur laget ska försöka kvittera (och om/när dess målvakt skall plockas ut i utbyte mot en extra utespelare). Vid en tidig time out i matchen är det vanligt är att coacherna ändrar i laguppställningen, genom att vissa spelare får byta femma, och eventuellt byter målvakt.

### Övertidsspel
Vid oavgjort resultat efter ordinarie speltid (60 spelminuter) blir det vanligtvis förlängning/övertid (även kallat Sudden death respektive Overtime, förkortat SD respektive OT). Reglerna för förlängning och eventuella påföljande straffslag varierar från land till land, och mellan turneringar.
Under seriespelet i både SHL och Hockeyallsvenskan pågår förlängningarna i max fem spelminuter. Detta spelas fyra mot fyra utespelare (men vid nyår 2014/2015 infördes spel tre mot tre i SHL), och vid fortsatt oavgjort följer avgörande i straffläggning (gäller både Allsvenskan och SHL från säsongen 2010/2011, tidigare enbart Allsvenskan).
I SHL:s slutspel pågår förlängningarna (i 20-minutersperioder) i obegränsad speltid tills ett avgörande målskytte sker (mellan varje övertidsperiod är det normalt 15 eller 18 minuters periodpaus), och spelas fem mot fem utespelare. Den längsta slutspelsmatch som spelats var den första matchen i semifinalserien mellan Färjestads BK och Leksands IF säsongen 1996/1997. Först efter 19:16 i tredje förlängningsperioden avgjorde Andreas Karlsson för Leksand.
För slutspelsmatcher i exempelvis Ishockey-VM, Junior-VM och OS får förlängning pågå i max 10 (i final 20) spelminuter. Är det fortsatt oavgjort därefter blir det också här straffläggning.

## Lag, spelare och utrustning
Ett lag har, under match, max 22 spelare – 20 utespelare och två målvakter. (En fullständig klubblagstrupp brukar normalt inkludera mellan 25 och 30 spelare, och i landslagstrupper vid större världsmästerskap tillåts högst 25 spelare, totalt.) Under spelet får maximalt sex spelare från varje lag vara på isen; vanligtvis är det fem utespelare och en målvakt. Under särskilda situationer kan målvakten ersättas med en utespelare, exempelvis vid underläge i slutet av matchen eller vid avvaktande utvisning. 
Spelarbyte är tillåtet både vid spelstopp (förutom hos det lag som just slagit icing) och under pågående spel. Vanligtvis byts en utespelare efter 45 till 120 sekunder. Hemmalag har rätt att placera sin uppställning efter bortalaget vid nedsläpp eller avblåsning (för att få fördelen att se vilka spelare laget ska ställa upp med så de kan välja matchningen av motståndarnas uppställning).
I varje lag utses en lagkapten, och två assisterande kaptener. Första assisterande blir lagkapten om den ursprungliga lagkaptenen inte närvarar på planen (på grund av matchstraff, skada, etcetera), och den andra när första assisterande ej närvarar, och så vidare. De bär ett "C" (Captain) eller "K" respektive ett "A" (Alternate) eller "R" synligt på bröstet. Lagkaptenen är den enda spelaren som har rätt till diskussion med matchens huvuddomare om domslut; övriga spelare däremot riskerar ett personligt utvisningsstraff som följd. 
Varje spelare har skyddsbeklädnad som består av benskydd, byxor, suspensoar, axelskydd, armbågsskydd, handskar och hjälm samt skydd för hals, struphuvud, mun och tänder. Målvakter har dessutom en särskild utrustning som består av "ansiktsmask" (tidigare hjälm) med galler, större benskydd, en handske med förstärkning för den hand som håller klubban (därav namnet "klubbhandske", ibland även kallad "stöt") och en "plockhandske" för att plocka (fånga pucken i luften) eller blockera (lägga handsken över pucken så den skyddas). Vidare har alla spelare skridskor och klubba; målvaktsklubban är breddad några decimeter upp över skaftet samt nertill bredare och där även längre än utespelarnas.

### Spelartyper, roller och uppgifter
Som i många andra lagsporter delas spelarna in i roller/positioner, och därefter uppgifter för var och en spelartyp, för att ett lag ska vara organiserat och samarbeta.
De fem utespelarna på planen är vanligtvis två backar, två forwardar samt en center. Det har dock i Sverige under några decennier varierat främst mellan positionerna 2-2-1, 2-1-2 och 1-3-1. Tillsammans bildar de en så kallad femma, och varje lag har max fyra femmor på laguppställningen. De spelare som är med i "förstafemman" (den främsta) är de som presenteras inför publiken före matchstart, i en så kallad Lineup (eller Starting Lineup).
När laget skall vara extra offensivt, till exempel om laget ligger under målmässigt när det börjar närma sig slutet av matchen, kan laget då välja att spela med endast en back per femma (i stället för två) – och istället sätta in en extra forward eller center.
- Back – I varje femma finns normalt en högerback och en vänsterback. Backarna skall vara placerade längst bak i femman, och främst koncentrera sig på försvarsspelet. I försvarszonen gäller huvudsakligen att få pucken ut ur zonen, eller organisera ett anfall vid återerövrad puck. De defensiva backarna skall också markera varsin motståndarforward, och hålla målområdet fritt från anfallsmotståndare. I anfallszonen står backarna oftast placerade vid blålinjen. När de får pucken skall de antingen skjuta på mål ("backskott"), eller vid behov passa pucken till medspelare, samt hindra motståndarlaget från att kontra. Det finns även offensiva backroller, då dessa backar matchas vid spel i numerärt överläge (det vill säga då motståndaren har någon form av utvisning).

- Forward – I varje femma finns det normalt en höger- och en vänsterforward. Forwardar skall befinna sig längst fram i femman, och för det mesta koncentrera sig på anfallsspel. Om de tre forwardar som spelar tillsammans i huvudsak har defensiva uppgifter kallas de för en "Checking line". En "ytterforward" i ishockey är en forward som är placerad till höger eller vänster om centern. I anfallszonen skall lagets forwardar placera sig framför anfallsmålet och antingen skymma sikten för motståndarmålvakten, styra pucken efter backskott, eller ta vara på eventuella målvakts- eller sargreturer. I försvarszonen skall forwardar sätta press på motståndarbackarna för att hindra dem från att skjuta mot mål, eller täcka backskott – genom att slänga/lägga sig mitt framför avfyrat backskott, så pucken istället träffar försvarande forward, som därmed hindrar pucken från att komma mot försvarande lags mål.

- Center – Är en typ av forward men skall, bortsett från typiska forwardar, vara placerad centralt i femman (och då helst mitt mellan sina forwardar och backar) och har till uppgift att styra sin femmas spel. Normalt finns en center per femma, och bildar tillsammans med sin femmas standardforwardar en så kallad kedja. I försvarszonen har centrar i stort sett samma uppgifter som standardforwardar och när det egna laget vinner pucken i försvarszonen skall pucken fås ut ur zonen, vidare till någon (främst centern) som "avlastar" (tar över innehavet av pucken för vidaretransport) längs sargen eller centralt i banan, så denna kan passera mittzonen och vidare in i anfallzonen. I anfallszonen skall centern, förutom att själv ta vara på målchanser, styra det anfallande lagets passningsspel – genom att antingen söka passningar till forwardar (som är placerade i närheten av motståndarmålet), eller spela upp pucken till backarna (som är placerade vid blålinjen) som därefter kan skjuta mot målkassen. Det är främst centrar som utför tekningar.

- Målvakt – Varje lag har två målvakter; första- och andramålvakten. Förstamålvakten får vid normala spelförhållanden vara ute på planen hela matchen, medan andramålvakten då får sitta som avbytare. Om förstamålvakten till exempel släppt in för många mål under pågående match kan målvakten själv, eller annars lagledaren, välja att byta till andramålvakten. Detsamma gäller om förstamålvakten blir skadad eller blir utvisad på matchstraff. Målvakten har som uppgift att hindra pucken från att hamna i det egna målet – utrustad med en stor plockhandske, specialformad klubba och betydligt fler kroppsskydd än utespelarnas.

Vissa spelare (särskilt forwardar) har samtidigt en speciell roll i sitt lag att genom sin egen personlighet exempelvis vara lite temperamentsfull och gruffa, provocera motståndare eller vara den som tar på sig grovjobbet framför motståndarmålet för att i huvudsak skymma sikten för motståndarmålvakten.

## Domare

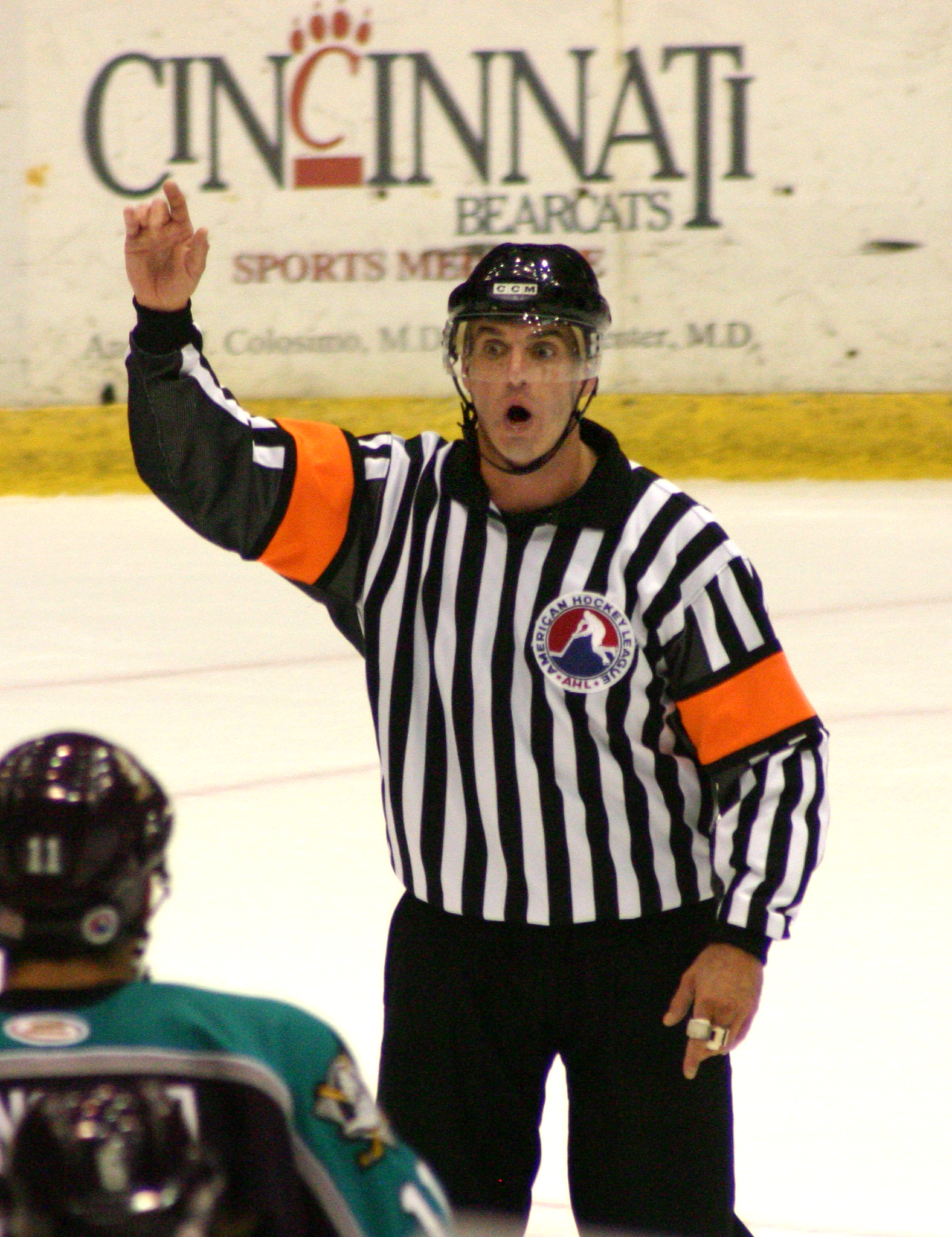
En ishockeydomare ansvarar för att spelet följer regelboken.

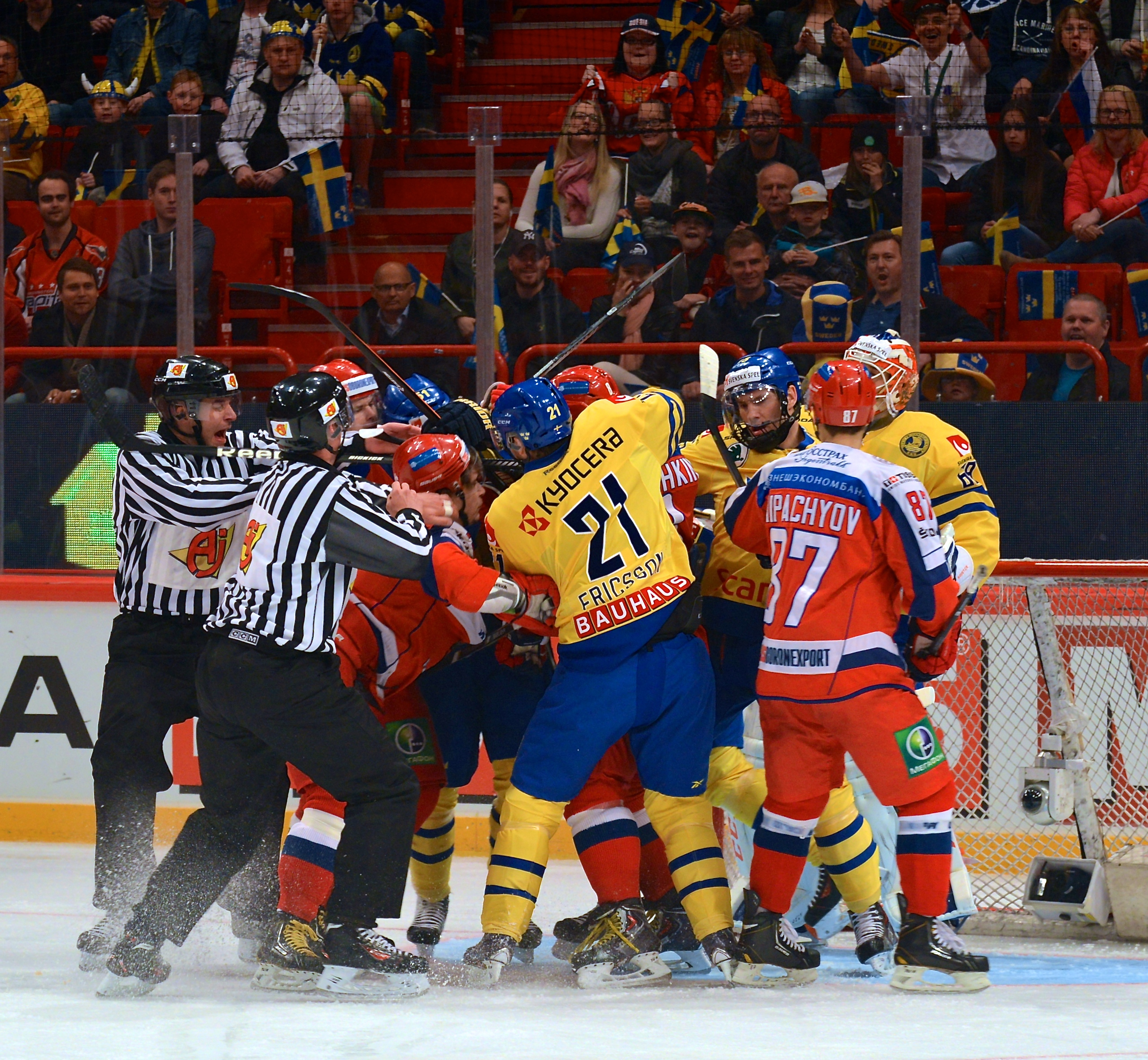
Domaringripanden vid "gruff" i matchen Sverige–Ryssland i Oddset Hockey Games 2014, Globen, Stockholm.

Till dömande av ishockeymatcher finns både huvuddomare och linjedomare. Samtliga bär svarta byxor, svart hjälm samt en svartvit-randig tröja, och huvuddomarna har ett orangefärgat band på sina armar.
I NHL och SHL döms matcherna numera av två huvuddomare och två linjedomare. I SHL testades detta (det så kallade "fyra-domarsystemet") först i december 2007, och blev sedermera etablerat. Längre ner i seriesystemet, både i Sverige och utomlands, finns enbart en huvuddomare på isen (tillsammans med linjedomarna).

### Måldomare
När osäkerhet vid målsituation uppstår, som är tämligen ofta, finns det så kallade mål-/videodomarsystemet till hjälp i högre ligor och mästerskap som huvudmatchdomaren kontaktar via en slags telefon (med stora hörlurar) eller kommunikationsradio. I kontrollrummet videogranskar måldomarna, på repriser från alla kameravinklar från arenans kameror, huruvida mål skall dömas eller ej.
Om det vid målskyttet till exempel varit en spark (otillåten "sparkrörelse"), "hög klubba", offside i målgården, "handträff", målvakten fått otillåtna klubbslag mot plock-/blockeringshandsken eller tacklas skall målet dömas bort. Ibland kan det vara svårt även för måldomarna att se om pucken överhuvudtaget varit inne i mål – exempelvis då pucken hamnar precis på eller vid mållinjen (hela pucken skall vara innanför mållinjen för tilldömande av mål), eller om pucken hamnar under liggande målvakt eller en liggande spelare, och om inte ens måldomarna kan se pucken skall inget mål tilldömas. Videogranskning kan även förekomma vid kontroll om pucken hamnat i mål innan slutsignalen ("Hesa Fredrik") ljuder.
Ibland förekommer situationer om spelet ej blåses av efter något domaren eller spelare misstänker eventuellt mål (exempelvis vid svårsynlig ramträff eller dylikt), kan domaren välja att för säkerhets skull kontakta videogranskningen, efter närmaste avblåsning. Om det skulle visa sig ha varit mål brukar matchklockan få backas tillbaka till då målet inträffade.
När mål tilldöms skall huvuddomaren blåsa och peka med sin arm och hand mot mittcirkeln när han/hon kommer ut från telefonbåset, och tekning utföras på mittpunkten. Vid bortdömning visar huvuddomaren en så kallad Washout – genom att sträcka sina armar rakt åt vardera armars sida i brösthöjd – och spelet fortsätts med tekning utefter vilken tillfällighet den avvaktande avblåsningen skedde.
Videodomaren kan även kontaktas om matchklockan strular så den ej stannar vid avblåsning, för att vid ovisshet av matchdomarna kunna backa tillbaks den till rätt tid precis på sekunden – eftersom enstaka sekunder i ishockey ofta kan vara matchavgörande. 

### Situationsrum/"War Room"
I Sverige (SHL och Hockeyallsvenskan) fanns kontrollrum i varje arena, innan det så kallade "Situationsrummet" infördes i SHL 2014 (efter flera års diskussioner om detta). Detta är på så vis Sveriges svar på Nordamerikas War Room (gällande NHL och AHL) som finns i Toronto, dit alla aktuella situationer skickas för granskning.

## Vanliga speldetaljer och avblåsningsmoment

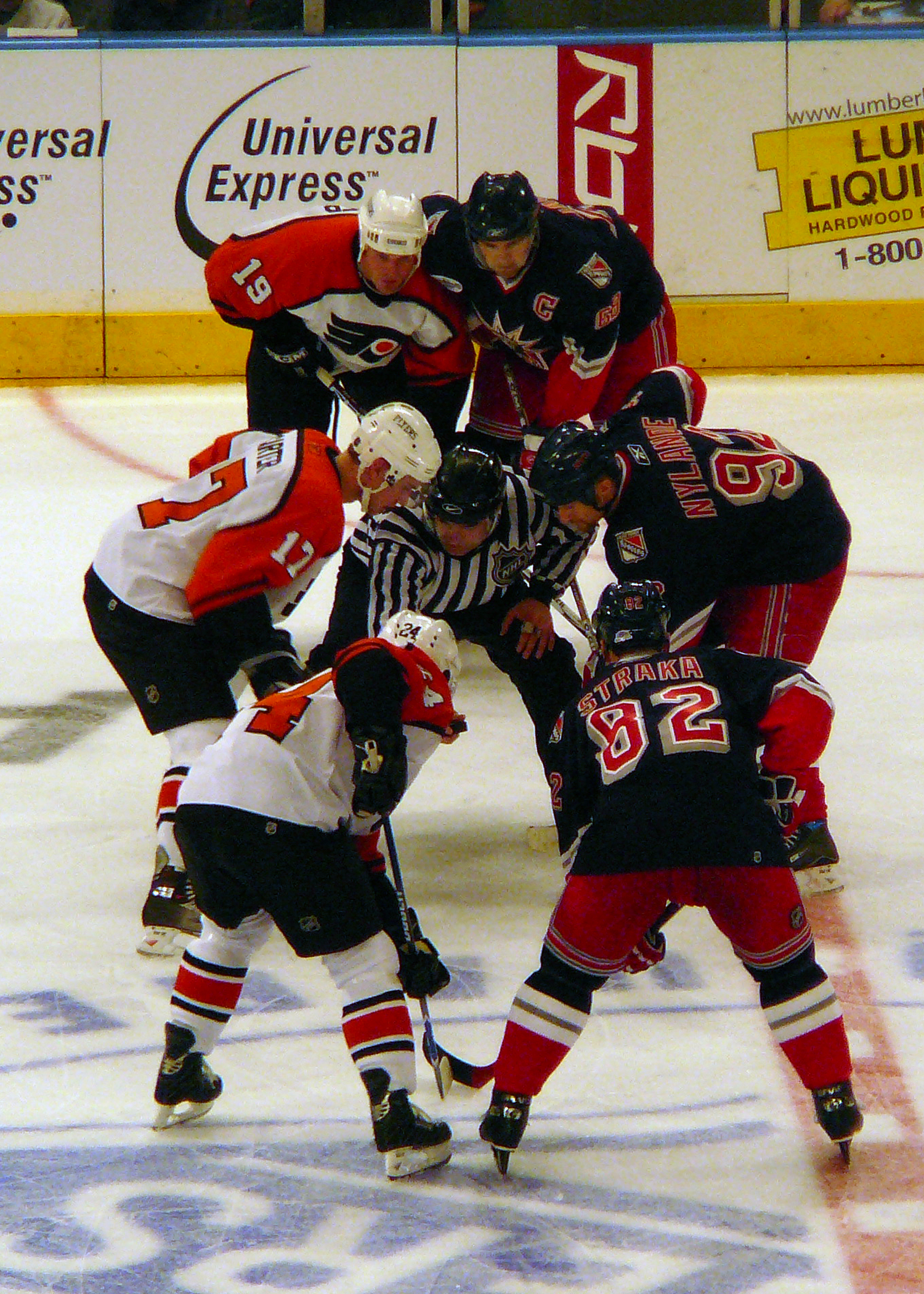
Tekning mellan New York Rangers och Philadelphia Flyers, National Hockey League.

Följande sekvenser och avblåsningar är sedvanligt ingående i ishockey:
- Tekning, alternativt nedsläpp[30] – Vid periodstarterna och efter varje spelstopp/avblåsning görs en tekning mellan två spelare i varsitt lag på en av tekningspunkterna. Efter avblåsning har bortalaget fem sekunder på sig att byta spelare, förutsatt att spelarbyte är tillåtet enligt reglerna. När dessa fem sekunder har gått höjer huvuddomaren sin arm och hemmalaget har då åtta sekunder på sig att fullfölja sitt byte varefter den domare som ska utföra nedsläppet blåser i sin pipa och pucken ska normalt släppas inom fem sekunder från signalen. De två spelarna som ska utföra tekningen ställer sig i riktning mot var och ens offensiva målbur med sin klubba på isen mot varandra i det vita fält som finns i tekningspunkten (medspelarna placerar sig bredvid och bakom sin tekare). Domaren (huvuddomaren i början av period och linjedomare efter övriga spelstopp) släpper ned pucken och spelarna försöker spela pucken till sitt lag. Nedsläppet ska normalt ske närmast den tekningscirkel/punkt som den senaste passningen slogs, skottet avlossades eller pucken passerade före avblåsningen. Om en av tekarna före nedsläppet ej ställer upp rätt, om vederbörandes skridskor placeras fel inom tekningspunktens streckade område eller någon av dennes medspelare inte placerar sig rätt blir denna tekare varnad. Om samma lag felar ytterligare en gång i samma tekningstillfälle utdöms ett lagstraff. (Vid alla nedsläppstillfällen utom på mittlinjen har försvarande tekare alltid företräde att sätta klubbladet i isen först, och om det blir tvärt om byts anfallande tekare ut mot en annan.) Ifall tekaren utför någon felaktighet vid själva nedsläppet (exempelvis sparkar med sig pucken med sina skridskor) till sitt lags fördel skall tekningen göras om, då samma spelare får en andra chans.

- Icing – Om en spelare skjuter pucken från egen planhalva och passerar den förlängda mållinjen i anfallszonen stoppas spelet för icing, därefter följer ett nedsläpp (tekning) i felande lags försvarszon. Vid spel i numerärt underläge (box play) är icingregeln helt upphävd. Det finns tre typer av icing; Automatisk icing, touch-icing och hybrid-icing. Automatisk icing innebär att spelet blåses av när pucken passerar den förlängda mållinjen. Touch-icing innebär att spelet blåses av när försvarande lags spelare är först att röra pucken. Hybrid-icing innebär att linjedomaren ska göra en bedömning om försvarande eller anfallande spelare har störst chans att nå pucken när spelarna, som jagar efter pucken, passerar tekningscirkeln inne i ytterzonen för att sedan blåsa av spelet när spelarna passerar tekningspunkten om den försvarande spelaren anses ha störst chans att nå pucken. Automatisk icing används i huvudsak i ungdomshockey och hybrid-icing i seniorishockey. Hybrid-icingen infördes 2014 i både svensk och internationell ishockey[19] för att sänka skaderisken som finns när spelare kämpar om att nå pucken vid touch-icing. I NHL och AHL är den så kallade touch-icingen mest använd som tillämpats när pucken slås från egen försvarszon, och passerar den förlängda mållinjen i anfallszonen – och en motståndarspelare måste därefter nudda pucken, annars fortsatt spel om någon i det egna laget hinner först att ta pucken.  2007 infördes regeln att det lag som slår icing inte får byta in nya spelare på planen vid den aktuella icingavblåsningen. Vid felaktig icingavblåsning skall efterföljande tekning ske vid mittpunkten. NHL var först med att införa icingregeln i sig, på 1930-talet, för att förhindra försvarande lag från att slå ifrån sig pucken hur som helst (och ungefär samtidigt tillkom också offside-regeln).[31]

- Offside – Vid varje anfall måste pucken vara först över den blå linjen innan någon anfallsspelare får åka över blålinjen in i anfallszonen. En spelare anses vara i mittzon så länge en skridsko är antingen på isen eller i luftrummet över isen i mittzon. När pucken hamnar utanför anfallszonen medan anfallsspelare befinner sig innanför måste samtliga anfallsspelare åka ut ur zonen innan laget kan föra in pucken igen och anfalla på nytt. En spelare som backar in med pucken och således kommer före pucken in i anfallszon, skall tillåtas så länge spelaren har full kontroll över pucken innan spelaren korsar linjen. Om en försvarande spelare åker med eller passar pucken in i sin försvarszon, medan en anfallande spelare befinner sig i offsideposition, skall ingen offside dömas. Vid avblåsning visar linjedomaren tecknet för offside genom att peka med en arm utöver blålinjen. (Tidigare fanns så kallad Red Line Offside, som innebar att en spelare förbi den röda linjen inte fick ta emot en passning spelad från den egna försvarszonen.)

- Offside i målgården alternativt anfallsspelare i målgården – När en anfallsspelare kommit inom målgårdens yta innan pucken gör det, och stör motståndarmålvakten.

### Spelhjälp med händerna
Pucken skall i regel spelas med klubban. Att spela pucken med klubban högre än axelhöjd är inte tillåtet (vid målchans bedöms klubbladet jämfört med målribban). Istället är det i många fall tillåtet att stoppa pucken med handen, när pucken lobbas eller passas högt, men då måste spelaren i fråga omedelbart släppa ned den precis intill sig – annars skall domaren blåsa av för "felaktig handstoppning" (sedan 2011/2012 är detta en utvisningsförseelse).
Spelare som befinner sig i sin egen försvarszon får dock passa pucken till en medspelare med handen. Om detta istället utförs i mitt- eller anfallszon ska domaren blåsa av för så kallad (otillåten) "handpassning".

### Närkampsspel
Det fysiska spelet – närkampsspelet – med (tillåtna) tacklingar, knuffar, slag och ryck har en mycket viktig del i ishockeyn. Oftast sker närkamperna framför målkassarna och längs sargen (främst sarghörnen) där spelarna gräver och rycker, både med klubba och skridskor, för att försöka vinna pucken.
Huvudsyfte med närkampsspel är att sänka motståndarens teknikverkningsgrad (efter flera tillslag tappar den tacklade spelaren förmåga att utföra rörelse lika exakt som vederbörande kunde innan), sänka moral och via dessa två element påverka motståndarens valkvalitet av passningsalternativ och dylikt.
Tackling innebär att trycka/knuffa till motståndaren (axel mot axel) mot sargen eller på öppen is, så att denna tappar balans och åkhastighet. Det är inte tillåtet att tackla eller hindra en motståndare som inte räknas som puckförare, i så fall skall domaren vanligen visa ut spelaren för "interference".
Det är också värdefullt att sätta in hårda tacklingar, vilka gör att motståndaren snabbt blir fysiskt trött (musklerna får mycket stryk i en sådan smäll), och spelare som blir hårt tacklade väljer oftast att åka av planen in i avbytarbåset och återhämta sig en stund. Tacklingars hårdhet/kraft spelar ingen roll, regelmässigt, så länge tacklingarna utförs axel mot axel. Om spelaren däremot tacklar motståndaren i ryggen, med armbågen eller så motståndaren far in i sargen med huvudet före räknas som vårdslösa och farliga tacklingar, och kan innebära svåra skador på motståndaren. Om en tacklad spelare skadats kan den ansvariga spelaren för händelsen stängas av, i vissa fall en längre tid.
Skillnaden mellan närkamp och tackling avgörs av vinkel i vilken kroppskontakt mellan spelarna har uppkommit. Vinkeln räknas i förhållande till åkriktning av spelaren som blir tacklad.
- Närkamp – När anfallet kommer i samma åkriktning från 0 till 90 grader.
- Tackling – När anfallet kommer från mötande riktningen 90 + grader.

## Ishockeyns utvisningssystem
Vid utförande av spelförstörande moment enligt ishockeyns regelsystem ådrar sig vederbörande spelare så kallade utvisningsstraff. Straffen är indelade i följande kategorier och tid som skall avtjänas i så kallat utvisningsbås.
| Mindre straffet                                                                  | 2 min                                             | En spelare som begår en lindrig spelförstörelse. |
| Lagstraff                                                                        | 2 min                                             | Sitts av någon i laget som var på isen vid händelsen. Laget kommer överens om vem. Om förseelsen skedde när spelet inte pågick kan valfri spelare väljas. |
| Dubbla mindre straffet                                                           | 2 + 2 min                                         | Utdöms för vissa våldsammare förseelser som finns specificerade i regelboken. |
| Osportsligt uppträdande† (Misconduct penalty)                                    | 10 min                                            | Efter osportsligt uppträdande, exempelvis tjafs mot domare. (Detta har huvudsakligen resulterat i personligt utvisningsstraff 10 minuter, men i svensk ishockey infördes 2014 utvisning 2 minuter på vanligt vis – med numerärt underläge som följd.)              |
| Matchstraff† (Game Misconduct penalty)                                           | 20 min                                            | Efter vårdslöst spel. |
| Större straff                                                                    | 5 min                                             | Efter mycket vårdslöst spel. Automatiskt matchstraff (20 minuter, personligt) tillkommer vid förseelser som leder till 5 minuter utvisning. (Betecknas 5+20 min, och resulterar då i 5 minuters spel i numerärt underläge.)                                        |
| (Match)avstängning (Match Penalty)                                               | 5 min + avstängning under ett visst antal matcher | Efter mycket farligt och/eller vårdslöst spel, som orsakat större skada på motståndarspelare. I Sverige granskas situationerna av Svenska Ishockeyförbundets Disciplinnämnd, som beslutar för hur långt straff (och eventuell skadeståndssumma) vederbörande döms. |
| † Personligt straff, laget i fråga drabbas då inte av spel i numerärt underläge. |                                                   | |

### Förseelser som leder till utvisningsstraff
Detta är en lista över förseelser som enligt ishockeyns regelverk skall resultera i utvisningsstraff:

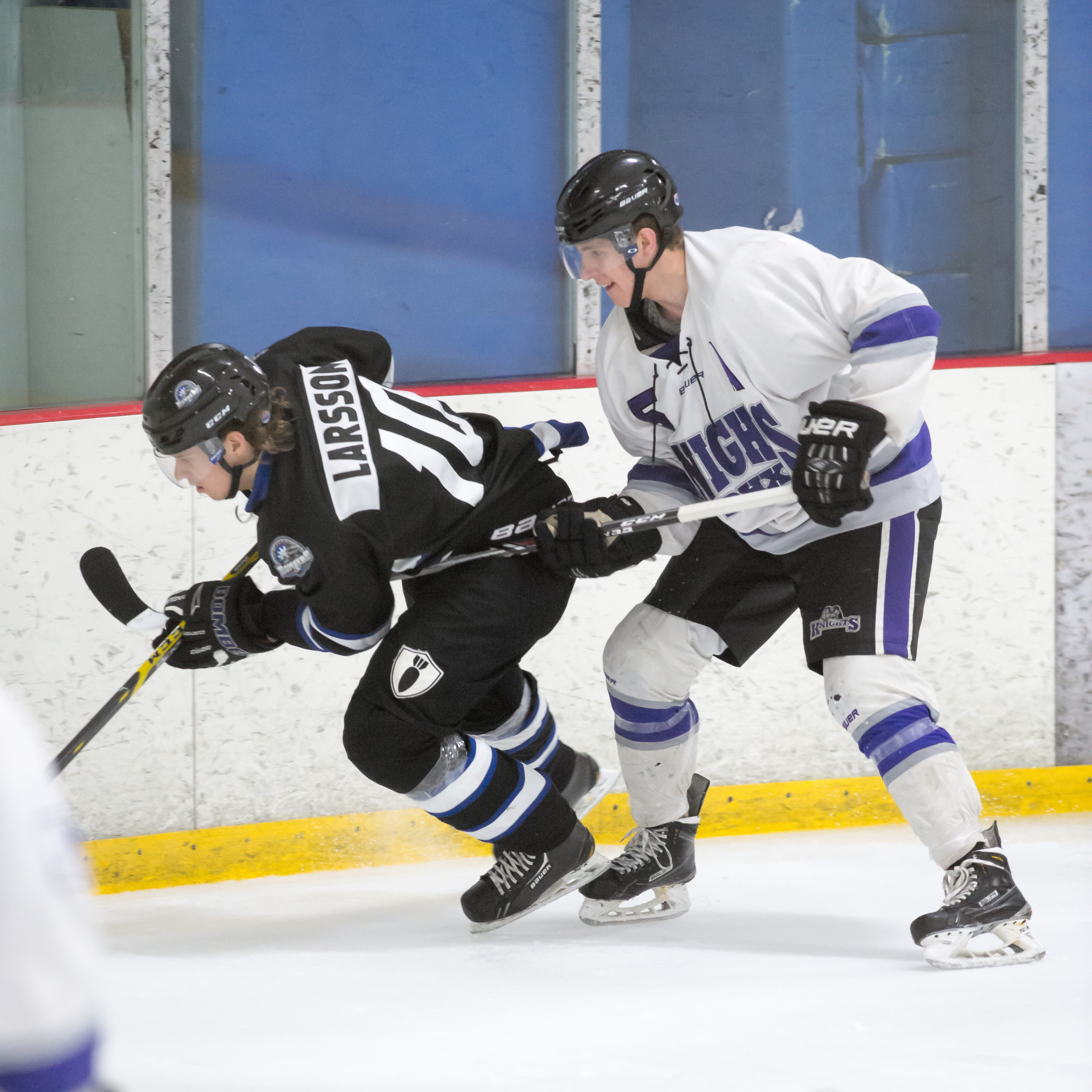
En spelare hakar fast en motståndare med klubban, vilket är ett av många spelförstörande moment som leder till utvisning (i detta fall hooking, två minuter).

- Abuse of officials and unsportsmanlike conduct by team official – Att en ledare beter sig olämpligt och störande för spelet.
- Boarding – Att vårdslöst tackla en motståndarspelare vid sargen eller så att vederbörande hamnar i sargen för hårt.
- Broken Stick – Att spela med trasig klubba.
- Butt-ending – Att slå eller försöka slå en motspelare med övre delen av klubbskaftet.
- Charging – Att utföra en hård och vårdslös tackling, efter att exempelvis ha "laddat" med att ta för många skridskoskär.
- Checking from behind – Att tackla en motspelare i ryggen eller någon annanstans på dennas baksida av kroppen.
- Checking to the head or neck area (Huvudtackling) – Att tackla mot huvudet, halsen eller nacken på en motståndarspelare, eller orsaka att vederbörandes huvud trycks mot skyddsglaset på sargen. (Huvudtacklingar är kända att orsaka hjärnskakning hos den tacklade spelaren.)
- Clipping – Att tackla en motspelare mot, eller under, knähöjd.
- Cross-checking – Att tackla eller hårt knuffa en motspelare med klubbskaftet.
- Delaying the game (Fördröjelse av spel) – Att avsiktligt fördröja spelet – till exempel att avsiktligt flytta målburen, skjuta eller kasta pucken över sargen från egen zon (se Puck-out). Kan som lagstraff även utdelas vid felaktiga byten.
- Diving (Filmning) – Att slänga eller "lägga" sig när en motspelare är nära, eller vidrör, för att försöka lura domaren att döma utvisning för motståndaren.
- Elbowing (Armbågstackling) – Att tackla en motspelare med sitt armbågsskydd.
- Excessive roughness – Att spela överdrivet hårt.
- Face off – En nyutbytt tekare som vid samma tekning/nedsläpp utför felaktig tekning.[35]
- Falling on the puck by players – Att en spelare medvetet lägger sig på pucken.
- Fighting – Att utföra slagsmål med handskarna på (2+2 minuter) eller med handskar kastade (5+20 minuter). (I exempelvis Sverige ger detta automatiskt matchstraff, medan det i Nordamerika vanligen endast blir femminutersutvisningar.)
- Handling the puck with the hands (Felaktig handstoppning) – Att ta fast pucken med händerna. (Infördes som utvisningsförseelse 2011. Före detta skedde enbart avblåsning med tekning flyttad till närmast bakre tekningscirkel.)
- Head-butting – Att skalla eller försök till att skalle en motspelare.
- High sticking (Hög klubba) – Att orsaka att klubbladet träffar en motståndares ansikte.
- Holding (Fasthållning) – Att hålla fast en motspelare.
- Holding the stick (Fasthållning av klubba) – Att hålla fast en motspelares klubba.
- Hooking (Hakning) – Att haka en motspelare med klubban.
- Interference – Att tackla eller osjyst hindra motspelare som inte har pucken. Under denna kategori faller även att slå klubban ur händerna på en motspelare eller att hindra en motspelare som tappat sin klubba, från att plocka upp den.
- Interference with spectators – Att som spelare bråka med någon i publiken.
- Illegal or dangerous equipment – Att ha, och/eller spela med, felaktig eller farlig utrustning. (Denna regel stoppar även en utespelare från att använda målvaktens klubba, men en målvakt tillåts använda en utespelares. Om en spelares klubba går av måste han/hon dumpa den på isen omgående, och får exempelvis inte dumpa den över sargen, och linjemän tar reda på trasorna vid nästkommande avblåsning. Om en spelare tappar sin hjälm måste han/hon direkt åka till sitt spelarbås.)
- Kicking – Att sparka eller försöka sparka en motspelare.
- Kneeing (Knätackling) – Att tackla en motspelare med knät. (Detta kan ofta orsaka knä- och korsbandsskada hos den tacklade spelaren.)
- Late hit – Att tackla en motspelare som släppt kontrollen över pucken.
- Players leaving the penalty or players bench – Att spelaren hoppar in på isen när spelaren inte är tillåten att göra det.
- Players leaving the benches during an alterication – Att spelaren lämnar bänken och hoppar in på isen då ett slagsmål eller bråk pågår.
- Puck-out (Puck över sarg) – Att skjuta eller lyfta ut pucken från rinken, utan att pucken nuddar en annan spelare eller klubba. (Denna regel gäller numera endast i försvarszon. Vid själva regelns första införande, 2006, gällde detta över hela planen.) Pucken måste dock komma över plexiglaset, och/eller upp på läktaren. Regeln gäller ej om pucken hamnar i spelarbåsen. Förseelsen klassas annars till "Delaying the game".
- Roughing – Att utföra  mindre slagsmål/gruff med handskarna på. (2 minuter)
- Slashing – Att spelaren, med sin klubba, slår en motspelare eller slår sönder motståndarens klubba.
- Slew Footing – Att med skridskorna fälla/sparka undan benen på en motspelare, bakifrån. (Införd 2014, som resulterar i matchstraff.)
- Spearing – Att slå eller försöka slå en motspelare med klubbladet, med en typisk spjutrörelse.
- Throwing equipment – Att kasta klubban eller annat föremål på isen.
- Too many players on the ice (För många spelare på isen) – Att ett lag har för många spelare på isen än det tillåtna. (Kan ofta hända genom att ett lag eller en spelare missbedömer eller gör felräkningar vid spelarbyten. Rubriceringen blir "lagstraff".)
- Tripping (Fällning) – Att, med klubban, fälla en motståndarspelare genom slag eller hakning, på vederbörandes skridsko.
- Unsportsmanlike conduct (Osportsligt uppträdande) – Att exempelvis gnälla hårt på domare, någon annan på eller vid sidan av isen, eller bete sig olämpligt på annat vis.

- Women Bodychecking – Att tackla en motståndarspelare i ishockey för damer.

### Powerplay (PP), Boxplay (BP) samt övriga följder av utvisning

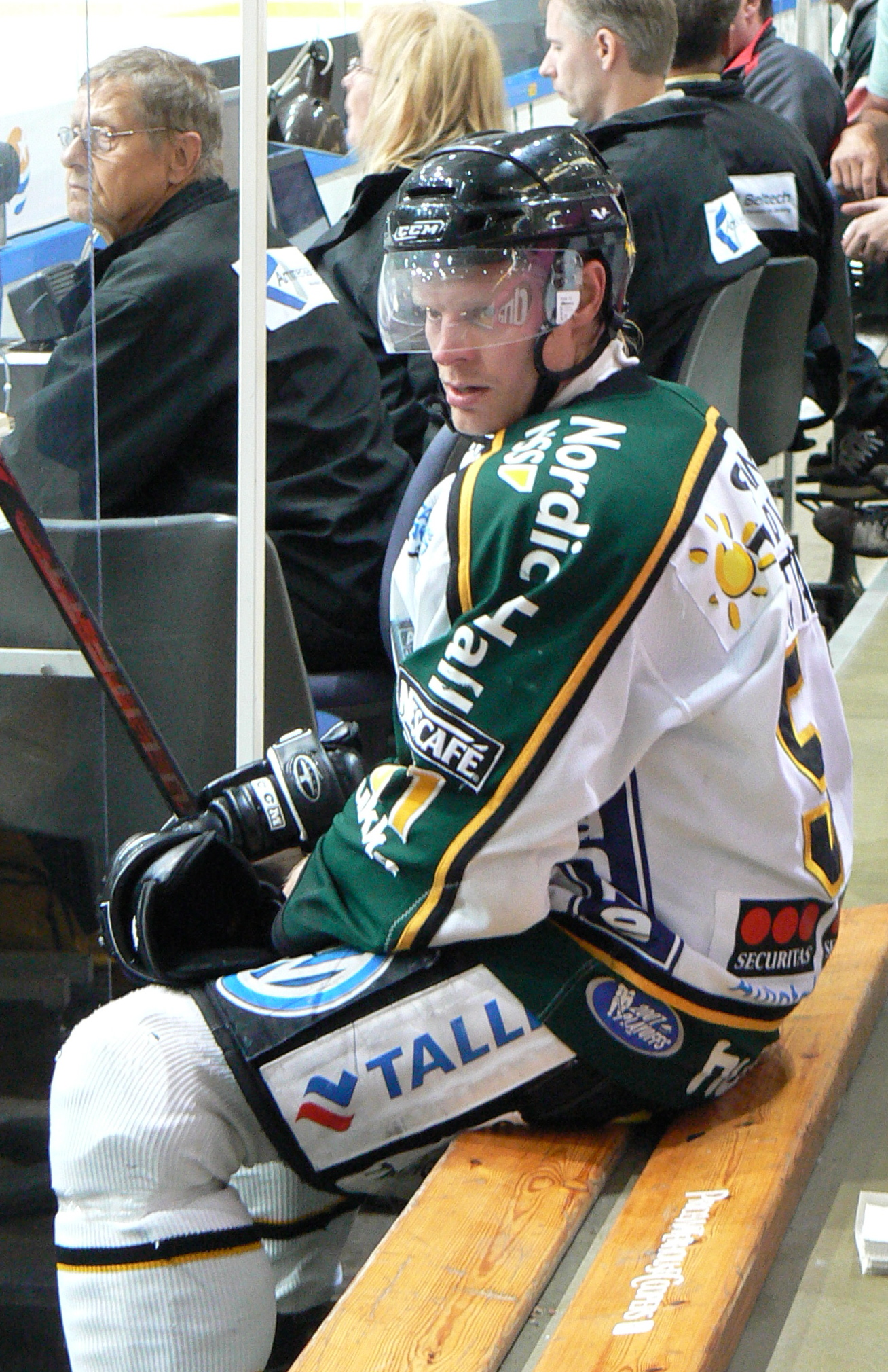
Pasi Määttänen i Ilves (finska ishockeyligan) sitter i utvisningsbåset.

Huvudartiklar: Powerplay och Boxplay
Om spelaren begår en spelförstörande förseelse blir vederbörande utvisad, får då kliva av planen och sätta sig i utvisningsbåset. Båset är placerat vid planens mitt bakom sargen och plexiglas, mitt emot spelarbåsen (på andra sidan planen). Lagen har också varsitt utvisningbås. Utvsisningsbåsen finns normalt bredvid rinkarnas sekretariat/speakerbås, placerade på var sin sida om detta. Dessa punkter beskriver utvisningarnas följder:
- Det vanligaste utvisningsstraffet är två minuter, när det utförs lindriga spelförstörelser – exempelvis "hooking", "interference", "cross-checking", "holding", "puck-out" eller "tripping". När en spelare för det ena laget sitter utvisad två minuter får det laget spela av den tiden i så kallat Boxplay (numerärt underläge, spel fyra mot fem). Motståndarlaget får därmed spela i dess motsats, så kallat Powerplay (numerärt överläge). Om laget i Powerplay lyckas göra mål under denna tid hävs utvisningstiden i samma moment som målet tillkommer, spelaren får komma ut och delta i spel igen, och laget i Boxplay blir åter fulltaligt på isen (därmed åter spel fem mot fem). Emellanåt händer att ett och samma lag får två spelare utvisade (dock sällan samtidigt, normalt är att en spelare blir utvisad och under följande spel drar en till lagkamrat på sig en utvisning) – som därmed följs av spel tre mot fem. Om laget i Powerplay gör mål under den tiden får först endast den ena (första) utvisade spelaren komma ut i spel igen, medan den andra får sitta kvar sin utvisningtid. Då pågår fortfarande Power-/Boxplay, men i spel fem mot fyra. I vissa fall uppstår tillfällen med spel fyra mot tre, och så vidare. Minimumgränsen antal spelare på planen för vardera lag är tre utespelare plus målvakten. Ibland händer det även att ett lag får ytterligare en spelare utvisad, trots spel tre mot fem, men i dessa lägen börjar inte utvisningstiden räknas ner för vederbörande förrän den första utvisade spelaren kommer ut igen – därmed tvingas den tredje utvisade spelaren sitta i båset något förlängt, och spelet tre mot fem fortgår tills den andra utvisade spelaren kommer ut (eller målskytte).

- Andra vanliga utvisnings- och spelsystem är när det blir utvisningar samtidigt för spelare från vardera lag, som följs av spel fyra mot fyra. Om spelarna dock åker ut för exempelvis "roughing" kvittas utvisningarna, och lagen blir kvar i det grundliga spelet – det vill säga fem mot fem (och spelarna får komma in på planen igen vid första avblåsning efter att utvisningstiden gått ut).

- Om spelare begår lite grövre förseelser, som exempelvis "high-sticking" (ifall motståndarspelaren då slås blodig), eller begår dubbla tvåminuters-förseelser utvisas den skyldige 2+2 minuter vilket följs av spel i Power-/Boxplay i totalt fyra minuter. Blir det mål för laget i Powerplay, inom de första två minuterna, flyttas den återstående tiden ned till endast två minuter – och spelas därefter som vanlig utvisning, max två minuter.

- Utvisningstid kan även delas ut i 2+10 minuter – vilket sker om spelare begår en enkel förseelse (värd två minuter) men utöver det till exempel utför någon form av så kallat osportsligt uppträdande. Den skyldige får då sitta utvisad totalt 12 minuter; två för själva utvisningen (vilket sitts av en annan, valfri, medspelare) och därefter 10 för sin så kallade Misconduct (vilket bara är ett personligt straff, som inte drabbar sitt lag med färre spelare på isen). Efterföljande spel blir ett vanligt Power-/Boxplay i max två minuter.

- Vissa förseelser kan dessvärre orsaka svåra skador på motspelaren – framför allt genom hårda otillåtna tacklingar [37]eller i övrigt vårdslöst och farligt spel – exempelvis förseeler som "kneeing", "charging", "checking to the head" eller "checking from behind". Den skyldige blir vid detta utvisad oftast 5+20 min – det vill säga fem minuter plus automatiskt matchstraff (Game misconduct). Efterföljande spel blir i dessa fall fem minuter oavbrutet Power-/Boxplay (det vill säga spelformen fortsätter tiden ut, även om det blir mål för det flermannade laget). Dessutom blir den skyldige utvisad, personligt, resten av matchen. Straffet bokförs som totalt 25 minuter för spelaren. Om motspelaren skadas allvarligt (till exempel kraftig hjärnskakning eller knäskada), riskerar den skyldige att bli avstängd en eller flera nästkommande matcher.

- Om målvakten i ett lag får en tvåminutersutvisning, får en utespelare sitta av dennes strafftid. Personlig tiominutersutvisning på målvakten behöver ingen sitta av. Om målvakten däremot får matchstraff får denne lämna rinken och dess lag tvingas byta målvakt.

- Om någon av lagets coacher (tränare/ledare) exempelvis säger något olämpligt till domare, eller beter sig i övrigt osportsligt, straffas densamme med matchstraff. Huvuddomaren visar då tränaren ut ur spelarbåset, och tränaren får gå upp på läktaren och ej delta för resten av matchen.

Samtliga utvisningsstraff upp till 10 minuter mäts i effektiv speltid, det vill säga tiden då klockan inte är stoppad. (20-minutersdomar däremot gäller minst vad som återstår av aktuell match – oavsett om det är i början, mitten eller slutet av matchen.)

## Straffslag
Ett straffslag inom ishockey utförs genom att endast målvakten och straffläggaren (valfri, tillgänglig, spelare) är på isen. Pucken ligger på mittpunkten och när domaren blåser igång tar spelaren sats, tar pucken och åker dribblande fram mot motståndarmålet – och försöker göra mål. Det är ej tillåtet att göra mål på returer, åka runt målet eller vända om och åka tillbaka.

### Under pågående spel
Straffslag i ishockey skall dömas vid pågående spel om:
- En spelare kommer helt fri mot motståndarens mål men hindras otillåtet bakifrån av motståndarspelare i mittzon eller anfallszon, och därmed går miste om en potentiell målchans.
- En försvarsspelare avsiktligt kastar sin klubba mot pucken i egen försvarszon.
- En försvarsspelare blockerar pucken, med handen, i egen målgård.

Om förseelse sker som normalt skall innebära straffslag, medan det försvarande lagets målbur står tom efter att dess målvakt är utplockad, tilldöms det anfallande laget mål direkt.
Efter misslyckat straffslag inom periodspel skall tekning utföras i anfallszon och spelet fortsätta som vanligt. Efter målskytte utförs tekning på mittlinjen, liksom efter ett vanligt spelmål. Under straffläggning startas ej speltidsklockan.

### Vid oavgjort resultat
I de flesta liga-/grundseriematcher avgörs matcher på straffslag vid oavgjort resultat, efter både ordinarie speltid (60 minuter) och eventuell förlängning (5 minuter, förutom slutspelsmatcher i stora världsturneringar – där förlängningar är 10, och ibland 20, minuter). Mellan förlängning och straffläggning blir normalt några minuters paus för isspolning längs planens mitt, för att underlätta straffläggarna.
Lagen börjar med tre straffslag var. Vid fortsatt oavgjort resultat efter detta får lagen ett straffslag var, och fortsätta så tills matchen är avgjord.
Vid slutspel i större mästerskap läggs fem straffslag var.

## Spel under avvaktande domslut

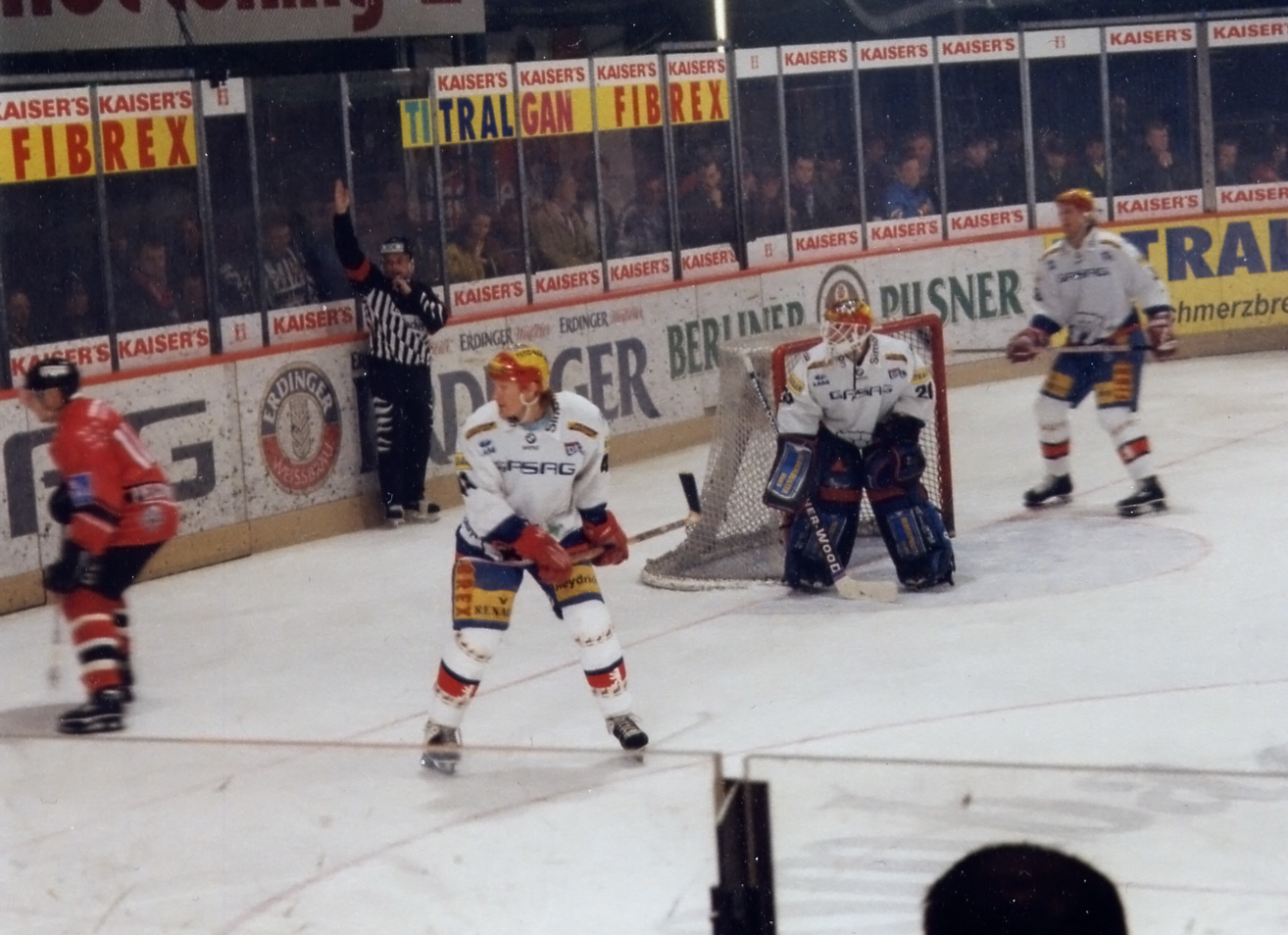
En spelsekvens där domarens höjda arm indikerar en avvaktande utvisning (i en derbymatch i Berlin, 1997).

Eftersom det ändå blir ett stort antal avblåsningar, spel- och tidsstopp, under en ishockeymatch görs i många fall avvaktande domar – främst vid utvisningar, offsides och straffslag. Vid avvaktande utvisning eller straffslag höjer huvuddomaren sin ena arm rakt upp i luften och gör sin visselpipa beredd. Vid avvaktande offside gör närmsta linjedomare det, men även hojtar till spelarna att en offsidesituation skett så spelarna lättare ska kunna uppmärksamma det och spelet ej behöva blåsas av.
- Vid avvaktande utvisning och/eller straffslag fortsätter spelet så länge det inte felande laget har kontroll över pucken. Om det laget lyckas göra mål (vilket är den främsta anledningen med avvaktningssystemet) hävs den avvaktade utvisningen, och laget tilldöms målet istället. Annars pågår spelet fram tills det andra laget får tag i pucken, eller om pucken hamnar utanför rinken. Under avvaktningen får laget som har fördelen av pucken plocka ut sin målvakt, och sätta in en extra utespelare. (I innebandy används ett liknande system.)
- Vid avvaktande offside har det anfallande laget fått spelare inåkta i anfallszonen före pucken, men motståndarlaget har pucken. Offsideavvaktningen hävs när samtliga anfallsspelare, eller pucken, kommit ut ur zonen.

## Vanliga ishockeytermer

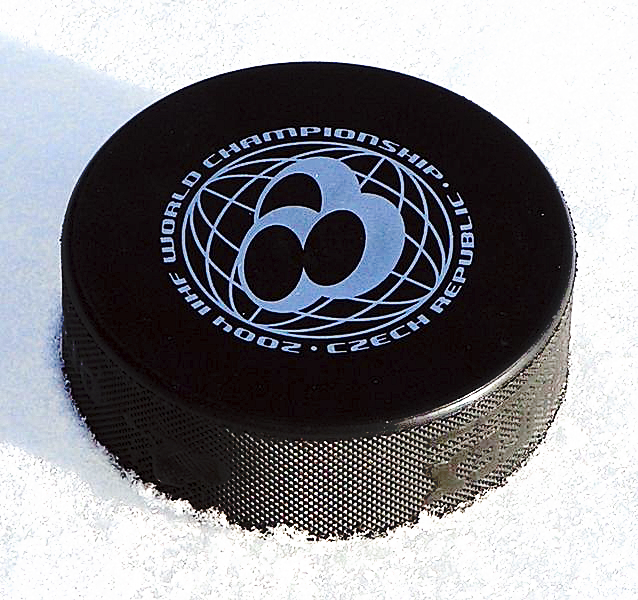
En puck.

Vanliga och klassiska uttryck inom ishockey som lär kännas genom exempelvis tidningar, TV och radio – från tränare, spelare, kommentatorer och reportrar. Vissa av termerna förekommer generellt i flera bollsporter.
- 50/50-puck/läge – Läge där en eller fler spelare från båda lagen har lika stor möjlighet att ta pucken i en vanlig spelsituation – främst vid närkamp, målchans eller retur.
- Andra- puck/läge – Ett annat ord för samtliga former av retur (inklusive från sargen).
- Avslut – Alla typer av skott och nedlägg mot mål.
- Backchecking – Att jobba tillbaka i försvaret för att återerövra pucken under kontring av motståndarlaget.
- Blindpassning – Spelaren slår/lägger en passning på måfå (chanspassning) utan att se sig för. Blindpassningar kan gynna, men även ställa till det för, det egna laget.
- Burskydd – Att försvarande spelare, som har pucken, åker och ställer/placerar sig bakom egen målbur och avvaktar eller lugnar ner spelet innan laget anfaller på nytt. Burskydd är vanligt vid genomförande av spelaravbyte i sitt lag, när spel pågår utan att ha blåsts av.
- Cross-passning – Passning i sidled som korsar planens kortsida.
- Direktskott – Spelaren avlossar ett skott direkt på erhållen passning, det vill säga utan att först stoppa pucken.
- Djupt i zon – Att dumpa pucken längst in i anfallszonen, längsmed kortsargen, och antingen hinna först på pucken (före motståndare) i anfall eller få tillräckligt med tid för ett flygande spelarbyte.
- Fladderpuck eller höstlöv – Vid skott eller inlägg mot mål då pucken ovan isen "fladdrar" eller spinner. Uppstår oftast vid halv- eller felträff.
- Forechecking – Att i anfallszon stressa motståndarlagets backar (eller alternativa försvarsspelare) att slå misslyckade passningar, och det anfallande laget således kan återerövra pucken.
- Friläge – Kontring eller liknande där en anfallsspelare kommer helt fri mot motståndarmålet och/eller målvakten.
- Gruff/gurgel/kurr – Lättare bråk där minst två motståndsspelare puffar, slår och knuffar lite lätt med varandra. Lite större gruff kan ofta leda till utvisning för Roughing.
- Handledsskott och dragskott – Vid handledsskott rycker/snärtar spelaren till med sina handleder eller armar, och pucken "trycks" iväg, medan dragskott är en längre och mer jämn rörelse utan snärt.
- Hopslag – När en försvarsspelare, med klubban, täcker en motståndaranfallsspelares skott och/eller att klubborna krockar med varandra. Normalt i dessa fall flyger pucken ut från rinken, men kan även bli målstyrning.
- Istid – En statistikenhet som innebär hur lång speltid, i minuter och sekunder, spelarna totalt varit på planen under aktuell match.
- Kalabalik – Situation när det är många spelare och mycket struligt/rörigt framför eller intill målet, där spelarna har kamp om pucken när den ligger fri utan att ha blockerats.
- Klapp-klapp – Vid anfall (främst i anfallszonen) där flera anfallsspelare passar pucken snabbt till och från varandra, i ett tempo som försvarsspelarna i motståndarlaget inte alls hänger med. Detta förknippas ofta historiskt med då Sovjetunionen hade Anatolij Tarasov som tränare på 1960-talet och spelade med på förhand inövade passningsmöster.
- Kontring – Snabb spelvändning (omställning från försvar till anfall). Kontringstyperna nämns i olika numerära lägen såsom "två-mot-ett-läge", "två-mot-två-läge", "tre-mot-två-läge" eller "två-mot-tre-läge", och så vidare. Siffrorna anger i sin ordning antalet anfallsspelare mot antal försvarsspelare som ingår i aktuellt kontringsläge.
- Lobb eller chipp – Att avlossa ett avsiktligt högt skott, passning, nedlägg eller utrensning. Är för det mesta tämligen lösa skott.
- Myra – Ett löst skott eller inlägg mot mål, pucken längs isen.
- Projektil – Riktigt hårt skott, främst avsett mot mål.
- Raggarhockey eller Hawaii – Hafsigt spel fram och tillbaka på planen, utan någon struktur, med taktiklösa chansspelningar- och passningar. ("Hawaii" som sådant sportuttryck baserar på vajande palmer på de klassiskt världspopulära turistöarna Hawaii.)
- Retur – Andrachans, exempelvis om målvakten räddar ett första skott men pucken studsar direkt ut till samma eller annan anfallsspelare.
- Räddning – Varje gång målvakt (och i vissa fall försvarande utespelare) hindrar pucken från att hamna i mål.
- Sargretur och sargstuds – När avslut eller övriga skott tar i sargen, eller plexiglaset, och studsar tillbaka relativt centralt in i banan – hamnar normalt framför mål. När dessa är avsiktliga kallas studsarna "sargreturer", och "sargstudsar" vid oavsiktligt.
- Skottlinje – Avlossat skotts färdriktning, och när en försvarande spelare befinner sig i skottlinjen hindrar vederbörande pucken från att komma till målburen. När pucken spelas runt i zonen av det anfallande laget brukar motståndarlagets försvarspositionsspel på så vis kunna basera på linjerna i en cirkelsektor, i den moderna ishockeyn.
- Skär/skridskoskär – Skridskoåkningens motsvarighet till kliv/steg vid acceleration och framkomst.
- Slagskott – Skott genom att spelaren höjer sin klubba, och därefter slår den mot pucken.
- Slottet – Närmaste ytan rakt framför målgården i vardera ytterzon.
- Spelare upp på läktaren – En spelare som blir ordentligt lurad/bortfintad av motståndaren uttrycks klassiskt att (överdrivet) "hamna uppe på läktaren". Att lura/finta bort fler än en spelare kallas annars ofta "uppsnurrning".
- Studspuck – Eftersom pucken är en trissa (och ej rund som en boll) kan den lätt studsa till, som vid mer svårkontrollerad hantering ofta kallas "studspuck".
- Styrning – När pucken ändrar riktning vid skott eller passning. (Då pucken skjuts högt är den klassiskt avsiktliga styrningsvarianten att rycka till klubban lite, uppifrån och neråt. När pucken skjuts eller läggs in mot mål, medan det är mycket "trafik" framför målet, kan pucken då träffa vad eller vem som helst – och eventuellt styras in.)
- Styrspel – En typ av försvarsspel som innebär att täcka mittzonen och i princip "vänta" på slarv av motståndarspelare för att återerövra pucken. (Detta har i den moderna ishockeyn varit omdiskuterat sett till publikunderhållning när denna typ av spel, till skillnad mot fore-/backchecking, sänker speltempot avsevärt.)
- Tennis eller volley – Spelaren träffar pucken högre över isen på retur.
- Touch – När en spelare avlossar en puck som nuddar, eller styr på, en annan spelare eller dess klubba – främst vid skott, nedlägg eller rensning. Om touch sker vid exempelvis grundförseelse till icing eller utvisningen puck-out skall ingen av förseelserna verkställas.
- Trafik – När anfallsspelare placerar sig framför motståndarmålet för att skymma målvakten eller styra pucken.

### Uttryck för (individuella) prestationer
- Lilla Gubben-dragning – En spelare fintar förbi försvarande motståndare genom att dra pucken med klubban mot sig, och pucken glider antingen förbi eller "tunnlar" motståndaren.
- Köksvägen – Spelaren driver pucken runt anfallsmålet, på baksidan om målburen, och eventuellt trycker/petar in pucken på andra sidan.
- Smörpassning/macka – Spelaren slår en prickad passning till en medspelare, och målchans därmed skapas.
- Solo-prestation – Spelaren i fråga dribblar och fintar över en stor del av banan, och eventuellt även kommer till avslut.
- Tunnel – Spelaren dribblar och får igenom pucken mellan benen på motståndaren, och eventuellt kommer vidare.
- Vallning – Spelaren kommer runt en motståndare genom att valla pucken via sargen (och ibland målburen). Pucken slås då i sargen alldeles framför motståndaren, och sedan kommer pucken ut och förbi alldeles bakom motståndaren. Emellanåt händer det att en anfallsspelare vallar pucken direkt in i mål via motståndarnas målvakts eller utespelares benskydd/skridskor om anfallsspelaren då befinner sig bakom eller bredvid målet.
- Zorro-dragning – Spelaren tar upp pucken med sin klubbspets och har pucken liggande på klubbladet, och för pucken i luften. Oftast gör spelarna detta bakom sitt anfallsmål, och försöker träda pucken i mål bakifrån. Målskytte på detta sätt kallas "Zorro-mål".

### Uttryck för misstag
- Gratislägen – Laget "bjuds" på målchanser utan att behöva arbeta specifikt för det, då motståndarna exempelvis är okoncentrerade eller slarvar/sjabblar i övrigt.
- Indianare/indianpassning – Grovt felpass, alternativt "idiotpass"; Spelaren i fråga råkar slå/passa pucken rakt på en motståndare, eller motståndares klubblad, som därefter får en fri eller öppnande yta för avslut eller kontring. Risken för indianare är som störst när spelaren lägger ett blindpass mitt i banan, eller en crosspassning, medan motspelare finns i närheten. (Enligt sägen uppkom uttrycket "indianare" genom en felsägning av "Epa" Johansson under VM 1955 i Västtyskland. Före detta kallades sådana felpassningar "in-i-banare".)
- Kladd eller dräll – När spelaren som puckförare agerar nonchalant för sig och sitt lag; genom att exempelvis göra onödiga och för många dragningar, "glida" på skridskorna istället för att trycka på för fullt, eller ta svåra vägar att föra pucken in i anfallszon och komma till avslut.
- Självmål – När självmål förekommer inom ishockey är det oftast när pucken styrs in i eget mål via en skridsko, klubba eller kroppsdel på egen spelare efter att motståndarlagets spelare avlossat skott. Till skillnad från i exempelvis fotboll registreras dock självmål i ishockey alltid på den sista anfallande spelaren som rörde pucken.

## Individuell statistik
I ishockey förs ofta statistik över enskilda spelares insatser. I sådant syfte brukar den spelare som sist rör pucken innan den passerar mållinjen registreras som målgörare/målskytt och den eller de (vanligtvis högst två) spelare som senast rört pucken dessförinnan registreras för målgörande pass, så kallat assist. Mål och assist räknas ihop som poäng i så kallade poängligor. Poängen kan presenteras på formen x+y, där x är antalet mål och y är antalet assist. 
Statistik på spelarnivå förs ofta också över till exempelvis utvisningsminuter och speltid, samt målvakters räddningsprocent.

## Ungdomsishockey
I den svenska ungdomsishockeyn är matchtiden oftast 40 (två gånger 20) minuter, med en 2 till 4 minuter lång halvtidspaus. Ungdomsishockeyn börjar efter Björnligan där U-10 är den yngsta serien, och liksom i flera olika bollsporter spelas ofta i så kallat Poolspel (som kortfattat innebär att sätta lekfullhet före tävlingsinstinkt). Kroppstacklingar (bodychecking) är otillåtna upp till U-12 (lokala avvikelser förekommer) och bestraffas med korta utvisningsstraff, antingen en eller två minuter, beroende på matchtiden; När matchtiden är två gånger 15 minuter är sådant straff tidsbestämt till en minut, och två minuter vid matchtiden två gånger 20 minuter. 
Speltiden i turneringen TV-pucken är två gånger 20 minuter.
Flickor kan spela med pojkar i ungdomslagen. Det finns även ungdomslag för enbart flickor med seriespel; Flickor A för U-11 till U13 och Flickor B för U-9 till U-11. Åldersdispenser är vanligt inom flickhockey för att få ihop lag.

### Knatteishockey
Knatteishockey börjar i skridsko- och hockeyskola med fokusering på skridskoåkning, puck- och klubbteknik med lekfyllda inslag.
"Björnligan" – Ishockey för de minsta kallas den generella knatteishockeyn. Matcherna spelas i de båda ytterzonerna, medan mittzonen används som avbytarbänk. Speltiden är ofta två gånger 12 minuter (men det stora undantaget rullande matchtid – inga tidsstopp). Matchledare, istället för domare, dömer matcherna inom Björnligan.

## Ishockey för damer

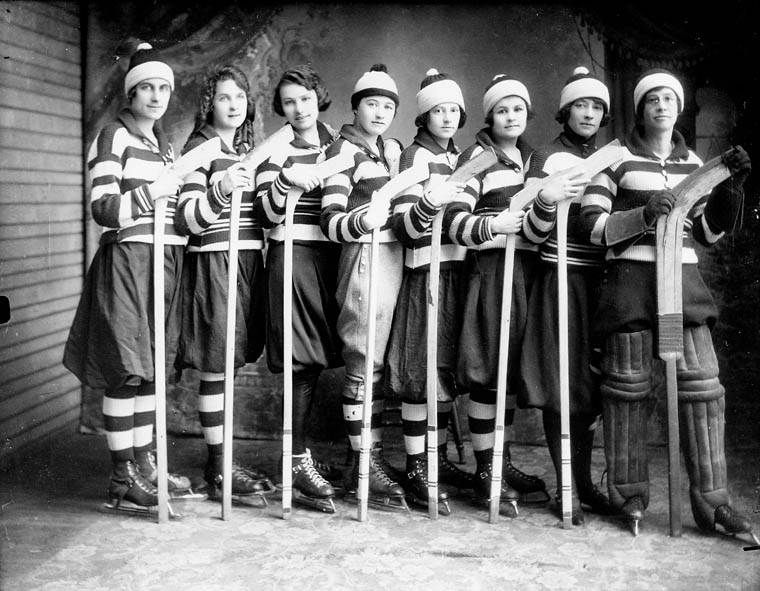
Flicklag i Kanada 1921.

Den största skillnaden för ishockeyreglerna mellan män och kvinnor är att tacklingar mot färdriktningen inte tillåts inom damishockey under landskamper. Denna regeländring tillkom efter världsmästerskapet 1990, eftersom det kan bli stora skador på spelarna på grund av den stora skillnaden i kroppsbyggnad mellan utövare från olika länder; detta mycket beroende på att åldern på spelarna kan variera mycket mer i damishockey än för herrar.
Ett av de äldsta fotografierna på damer som spelar ishockey togs vid Rideau Hall i Kanada kring 1890.
Ishockey för damer infördes på det olympiska programmet i Nagano 1998. Ishockey är en av de snabbast växande sporterna för kvinnor i världen. Antalet utövare fyrdubblades från mitten av 1990-talet och de tio efterföljande åren. I Nordamerika finns bland andra Western Women's Hockey League och Canadian Women's Hockey League, och åren 1999–2007 fanns även National Women's Hockey League. Även i Europa finns ett stort antal serier, i Sverige spelas Riksserien sedan 2008. 
Det har sedan 1990 anordnats tio världsmästerskap inom damishockeyn, i form av Världsmästerskapet i ishockey för damer (IIHF World Women Championships).

## Special Hockey
Special hockey är ishockey för spelare med funktionsnedsättningar, så som klassisk autism och dylikt. Detta spelas på samma sätt som vanlig ishockey. Tacklingar är inte tillåtet då spelarna kan vara i varienade storlek, ålder och kunskapsnivå. I Europa är sporten liten med enbart ett fåtal lag, i Nordamerika är det däremot mycket populärt och varje år hålls en stor internationell turnering. Spelare delas in i tre klasser; A, B och C, efter kunskapsnivå. Vid matcher synkas lagen så att femmor med spelare på samma nivå möter varandra.

## Internationella mästerskap
Ishockey har funnits på det olympiska programmet sedan 1920 (OS i Antwerpen). IIHF har arrangerat officiella världsmästerskap sedan 1920. De europeiska landslagen brukar satsa hårt för att vinna dessa turneringar, medan NHL inte brukar göra något liga-uppehåll för dem. Fram till 1976 fick bara amatörer spela i världsmästerskapet. Sovjetunionen hade fördel av detta då deras spelare på papperet var amatörer; de var anställda av militären. På grund av denna brist skapades 1996 en World Cup i ishockey, som arrangeras i samarbete mellan IIHF och NHL och spelas innan den nordamerikanska ligasäsongen startar. I OS-ishockey för herrar kan, sedan 1998, alla NHL-spelare delta eftersom NHL-serien gör uppehåll under OS. Ishockey-VM spelas i en separat turnering sedan 1972, i maj, och Tre Kronor blev 2006 först i världen att lyckats vinna båda guldmedaljerna vid OS och VM samma år.
Damernas världsmästerskap i ishockey har avgjorts sedan 1990, totalt tio mästerskap. Sedan 1998 har damishockey ingått i OS. OS-finalen 2006 spelades mellan Kanada och Damkronorna, vilken var den första finalen för damer i VM- eller OS-sammanhang som inte avgjordes mellan Kanada och USA.
Europamästerskap för landslag i ishockey har spelats sedan 1910 för herrar och sedan 1989 för damer. Numera nedlagt såväl i båda könens seniorklasser som på juniorsidorna. Mellan åren 1910 till 1927, 1929 och 1932 spelades herrturneringen som en självständig turnering. Annars ingick Europamästerskap i VM och/eller OS i ishockey.
Dagens motsvarighet till landslags-EM är den årliga landslagsserien Euro Hockey Tour, som funnits sedan säsongen 1996/1997 och deltas av Sverige (Tre Kronor), Finland, Ryssland och Tjeckien. Serien består av fyra helgturneringar varje säsong, tre matcher per turnering, där samtliga nationer har en hemmaturnering var. Normal uppdelning för turneringstiden är Tjeckiens hemmaturnering i september (flyttas annars fram till april), Finlands i november, Rysslands i december och Sveriges i februari (flyttas till april vid OS-år).
I Europa finns också mästerskap för ishockeyklubbar, där en av de äldsta är Spengler Cup som hålls i schweiziska vintersportorten Davos. Mästarlagen från Europas sex bästa ishockeynationer spelar mot varandra i IIHF European Champions Cup, och denna turnerings första upplaga spelades i januari 2005 i Sankt Petersburg. European Champions Cup är en efterföljare till European Hockey League som spelades mellan 1996 och 2004. (Innan dess hade liknande mästerskap arrangerats varje år sedan 1965.) Nästa klubblagsturnering blev European Trophy, som spelades på försäsong mellan 2006 och 2013. 2014 grundades Champions Hockey League, med ett likadant seriesystem som den stora fotbollsligan Uefa Champions League.
I Asiatiska vinterspelen spelas ishockey sedan 1986 för herrar och 1996 för damer. Ledande nationer är Kazakstan, Kina, Japan och Sydkorea.

## Spelare iTrippelguldklubben
Följande spelare har vunnit OS-guld, VM-guld och Stanley Cup (två angivna årtal innebär dem som lyckats upprepa detta):
| - Tomas Jonsson (1994) - Håkan Loob (1994) - Mats Näslund (1994) - Valerij Kamenskij (1996) - Aleksej Gusarov (1996) - Peter Forsberg (1996, 2006) - Vjatjeslav Fetisov (1997, 1998) - Igor Larionov (1997, 1998) - Aleksandr Mogilnyj (2000) - Vladimir Malachov (2000) - Joe Sakic (2002) - Brendan Shanahan (2002) - Rob Blake (2002) - Scott Niedermayer (2004) | - Jaromír Jágr (2005) - Jiří Šlégr (2005) - Nicklas Lidström (2006) - Fredrik Modin (2006) - Chris Pronger (2007) - Henrik Zetterberg (2008) - Mikael Samuelsson (2008) - Niklas Kronwall (2008) - Eric Staal (2010) - Jonathan Toews (2010) - Patrice Bergeron (2011) - Sidney Crosby (2015) - Corey Perry (2016) |

Kanadensiske Mike Babcock är sedan 2010 ensam tränare med denna merit.

## Registrerade spelare per land
Ishockey är mest populärt i Nordamerika och Europa. Det här är en lista över länderna med flest antal registrerade ishockeyspelare 2018. Listan omfattar både herrar, damer och juniorer.
| Land                  | Spelare | % av befolkningen |
| --------------------- | ------- | ----------------- |
| Kanada                | 637 000 | 1,724%            |
| USA                   | 562 145 | 0,172%            |
| Tjeckien              | 120 920 | 1,138%            |
| Ryssland              | 110 624 | 0,077%            |
| Finland               | 73 374  | 1,324%            |
| Sverige               | 62 701  | 0,628%            |
| Schweiz               | 27 528  | 0,322%            |
| Frankrike             | 21 667  | 0,033%            |
| Tyskland              | 20 938  | 0,025%            |
| Japan                 | 18 765  | 0,015%            |
| Slovakien             | 10 727  | 0,197%            |
| Norge                 | 9 572   | 0,179%            |
| Österrike             | 8 634   | 0,099%            |
| Storbritannien        | 8 162   | 0,012%            |
| Lettland              | 7 000   | 0,363%            |
| Kazakstan             | 6 478   | 0,035%            |
| Ukraina               | 5 895   | 0,013%            |
| Ungern                | 5 889   | 0,061%            |
| Belarus               | 5 370   | 0,057%            |
| Italien               | 5 358   | 0,009%            |
| Danmark               | 4 905   | 0,085%            |
| Australien            | 4 465   | 0,018%            |
| Nederländerna         | 4 232   | 0,025%            |
| Polen                 | 3 600   | 0,009%            |
| Sydkorea              | 3 052   | 0,006%            |
| Kina                  | 2 764   | 0,000%            |
| Litauen               | 2 466   | 0,086%            |
| Belgien               | 2 421   | 0,021%            |
| Nordkorea             | 2 300   | 0,009%            |
| Chile                 | 2 000   | 0,011%            |
| Israel                | 1 838   | 0,022%            |
| Rumänien              | 1 562   | 0,008%            |
| Mexiko                | 1 552   | 0,001%            |
| Hongkong              | 1 524   | 0,021%            |
| Nya Zeeland           | 1 330   | 0,028%            |
| Indien                | 1 293   | 0,000%            |
| Turkiet               | 1 196   | 0,001%            |
| Slovenien             | 1 114   | 0,054%            |
| Spanien               | 1 080   | 0,002%            |
| Argentina             | 1 060   | 0,002%            |
| Estland               | 1 043   | 0,080%            |
| Taiwan                | 1 015   | 0,004%            |
| Bulgarien             | 929     | 0,013%            |
| Kirgizistan           | 915     | 0,015%            |
| Sydafrika             | 766     | 0,001%            |
| Mongoliet             | 730     | 0,023%            |
| Georgien              | 649     | 0,017%            |
| Serbien               | 646     | 0,023%            |
| Kroatien              | 600     | 0,014%            |
| Island                | 566     | 0,166%            |
| Förenade Arabemiraten | 563     | 0,006%            |
| Singapore             | 533     | 0,009%            |
| Kuwait                | 530     | 0,012%            |
| Luxemburg             | 432     | 0,072%            |
| Malaysia              | 367     | 0,001%            |
| Thailand              | 359     | 0,001%            |
| Turkmenistan          | 354     | 0,006%            |
| Brasilien             | 330     | 0,000%            |
| Irland                | 326     | 0,007%            |
| Armenien              | 289     | 0,010%            |
| Marocko               | 225     | 0,001%            |
| Grekland              | 200     | 0,002%            |
| Bosnien-Hercegovina   | 187     | 0,005%            |
| Indonesien            | 141     | 0,000%            |
| Filippinerna          | 131     | 0,000%            |
| Nordmakedonien        | 119     | 0,006%            |
| Qatar                 | 106     | 0,004%            |